# Elita (Kraj Krasnojarski)
Elita (ros. Элита) – osiedle w Rosji, w Kraju Krasnojarskim, rejonie jemielianowskim. W 2010 liczyło 1746 mieszkańców.